# 宮村 (滋賀県)
宮村（みやむら）は滋賀県甲賀郡にあった村。現在の甲賀市甲南町の南東端、浅野川の上流域にあたる。

## 地理
- 河川：浅野川

## 歴史
- 1889年（明治22年）4月1日 - 町村制の施行により、野川村・柑子村・上馬杉村・下馬杉村の区域をもって発足。
- 1943年（昭和18年）2月11日 - 寺庄町・竜池村・南杣村と合併して甲南町が発足。同日宮村廃止。